# Philipp Spitta

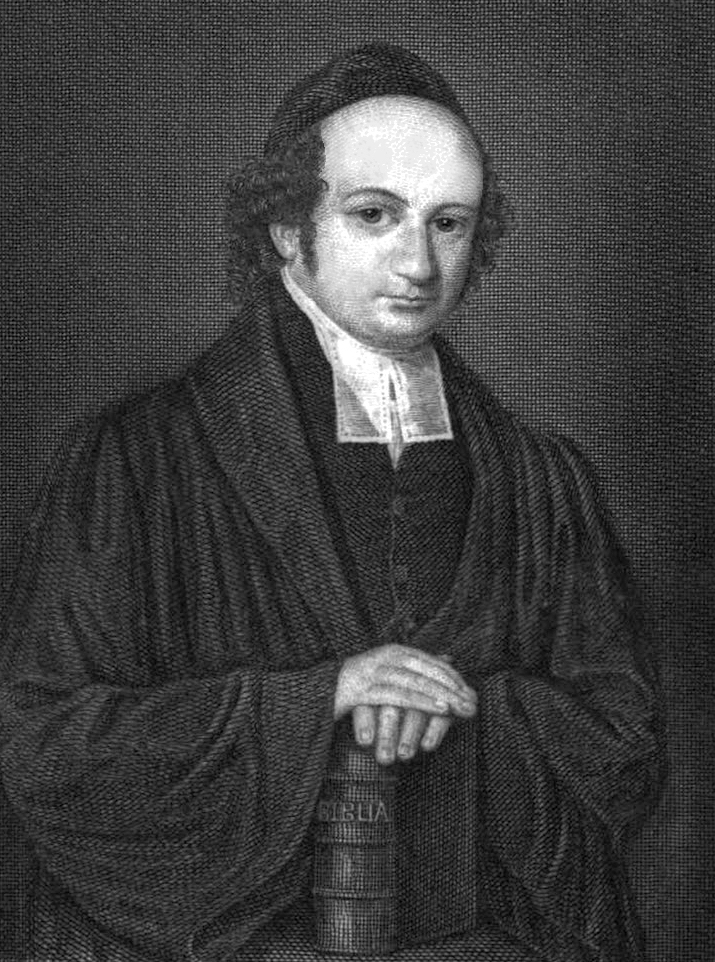
Philipp Spitta

Carl Johann Philipp Spitta (* 1. August 1801 in Hannover; † 28. September 1859 in Burgdorf) war ein deutscher lutherischer Theologe und Dichter.

## Leben
Philipp Spitta entstammte väterlicherseits vermutlich einer französischen Hugenottenfamilie. Er begann nach dem Besuch des Gymnasiums eine Lehre als Uhrmacher. Nach dem Abbruch dieser Lehre studierte er von 1821 bis 1824 Theologie an der Universität Göttingen. Einer seiner Weggefährten zu dieser Zeit war Heinrich Heine, dem er in einem poetischen Freundeskreis begegnete. Während seines Studiums wurde er 1822 Mitglied der Alten Göttinger Burschenschaft und gehörte der burschenschaftlichen Pideritschen Gesellschaft an.
Nach dem bestandenen ersten Examen übernahm er die Stelle eines Hauslehrers in Lüne bei Lüneburg. In dieser Zeit entstanden die meisten und besten seiner geistlichen Dichtungen. Eine Tätigkeit als Hilfsgeistlicher 1828 in Sudwalde folgte. Von 1830 bis 1835 war er Garnisonsprediger in der Garnisonskirche Hameln und Gefängnisseelsorger im Gefängnis Hameln. Nebenher war er als Sekretär für den Christlichen Verein im nördlichen Deutschland tätig. 1836 übernahm er eine Pfarrstelle in Wechold. Im Jahre 1847 übertrug man Spitta das Amt des Superintendenten in Wittingen. Sechs Jahre später wurde er Superintendent in Peine.
1855 verlieh ihm die Theologische Fakultät Göttingen als Anerkennung seines pastoralen Lebens und Wirkens die Ehrendoktorwürde. Im Jahre 1859 kam Spitta als Superintendent nach Burgdorf.
Spitta schrieb zahlreiche Kirchenliedtexte im Geist der lutherischen Erweckungsbewegung. Sie zeichnen sich durch Tiefe des Inhalts, Echtheit der Sprache und Sicherheit der Form aus. Viele davon sind bis heute lebendig.
Philipp Spitta ist auf dem Magdalenenfriedhof in Burgdorf beerdigt.

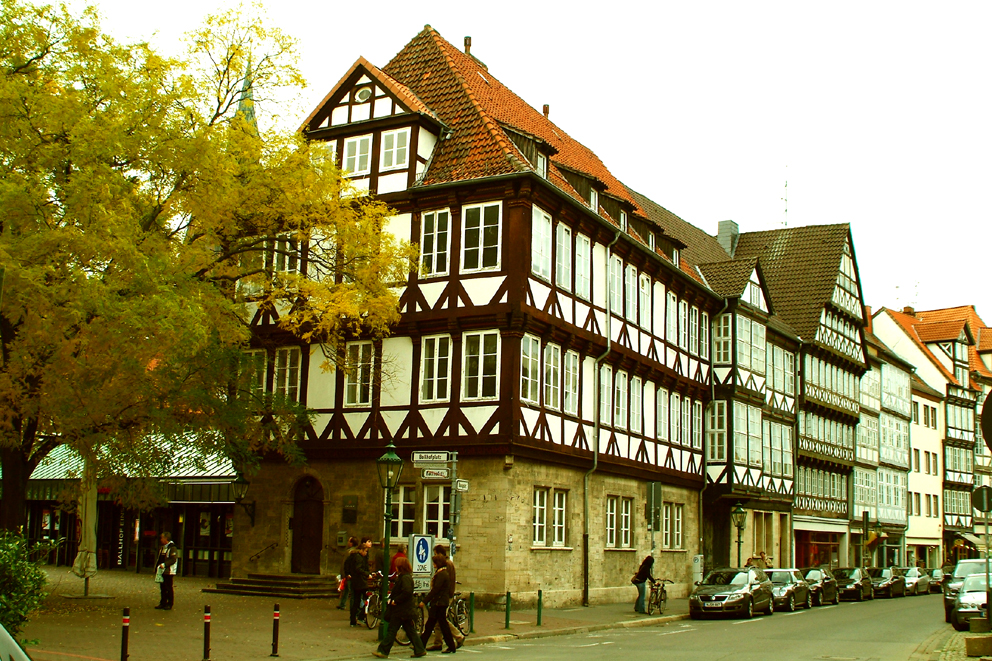
Das Haus Burgstraße 23/23a in Hannover, 1669 von Adrian Siemerding für den Ratsherrn Johann Duve erbaut, war das Wohnhaus des jungen Spitta
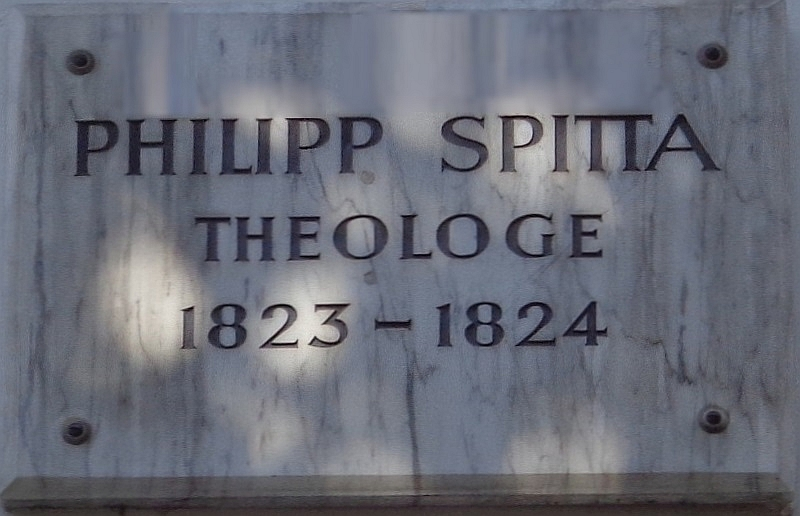
Göttinger Gedenktafel für Philipp Spitta
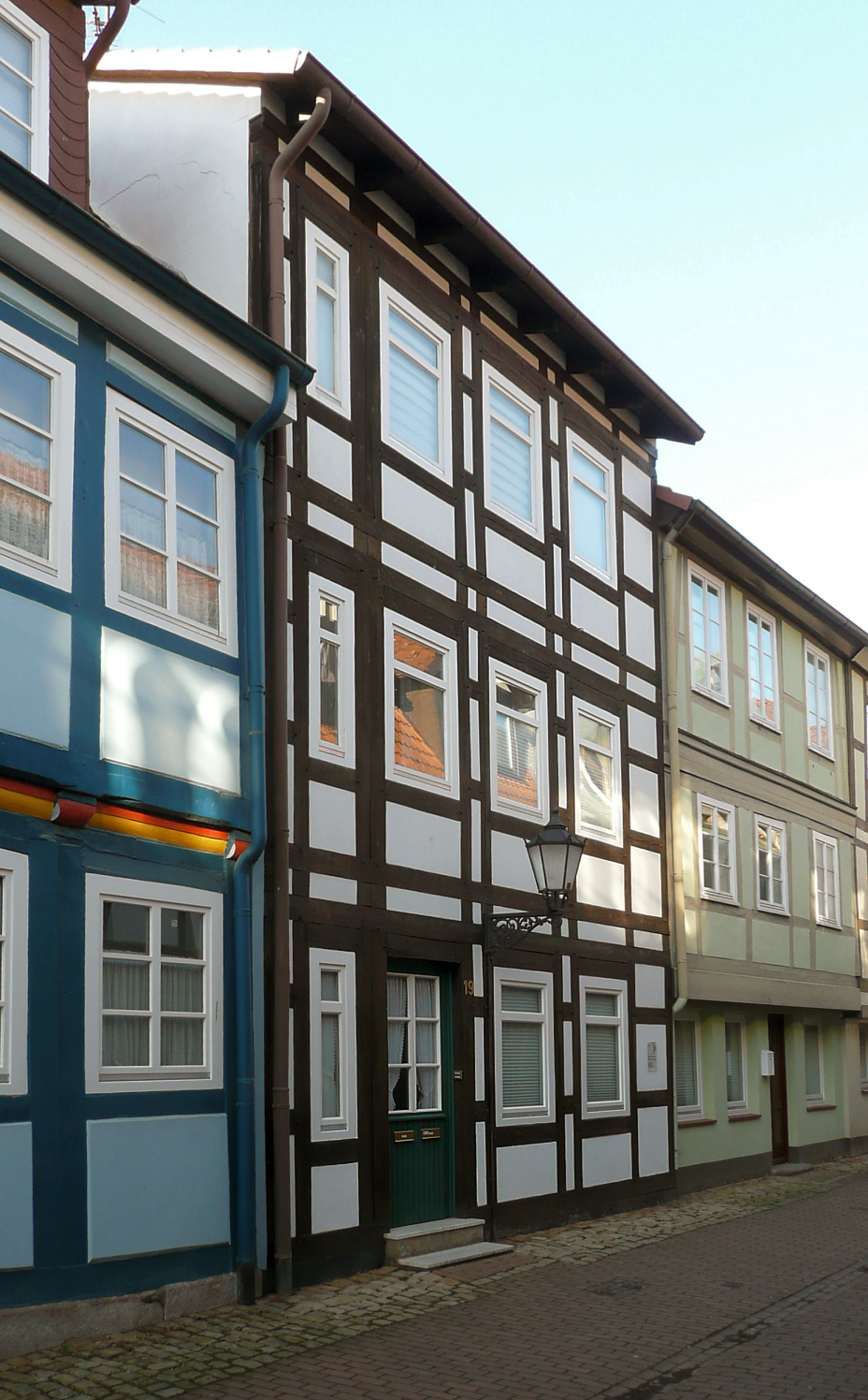
Wohnsitz in Hameln von 1830 bis 1837 als Pastor und Seelsorger
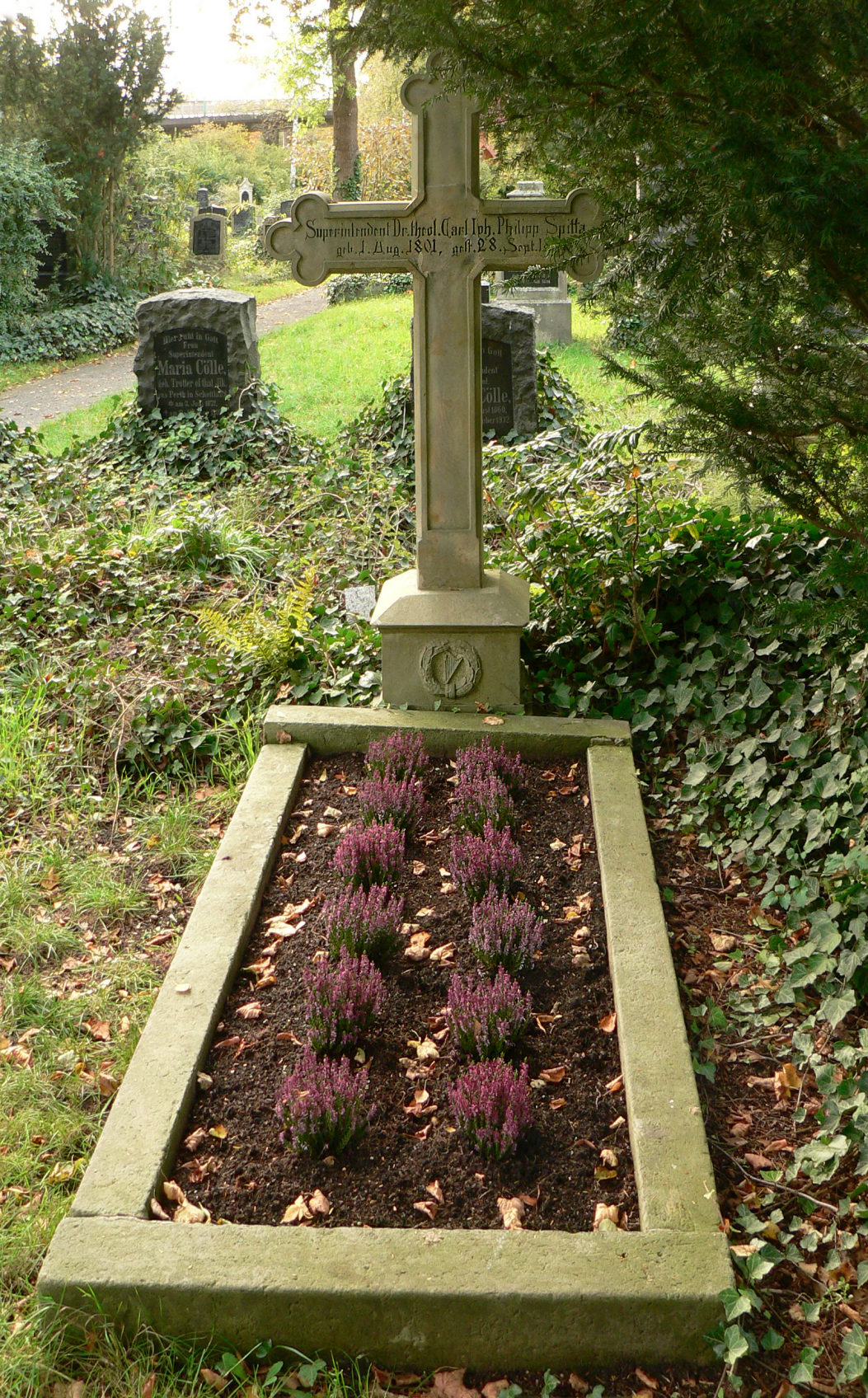
Grab auf dem Magdalenenfriedhof in Burgdorf
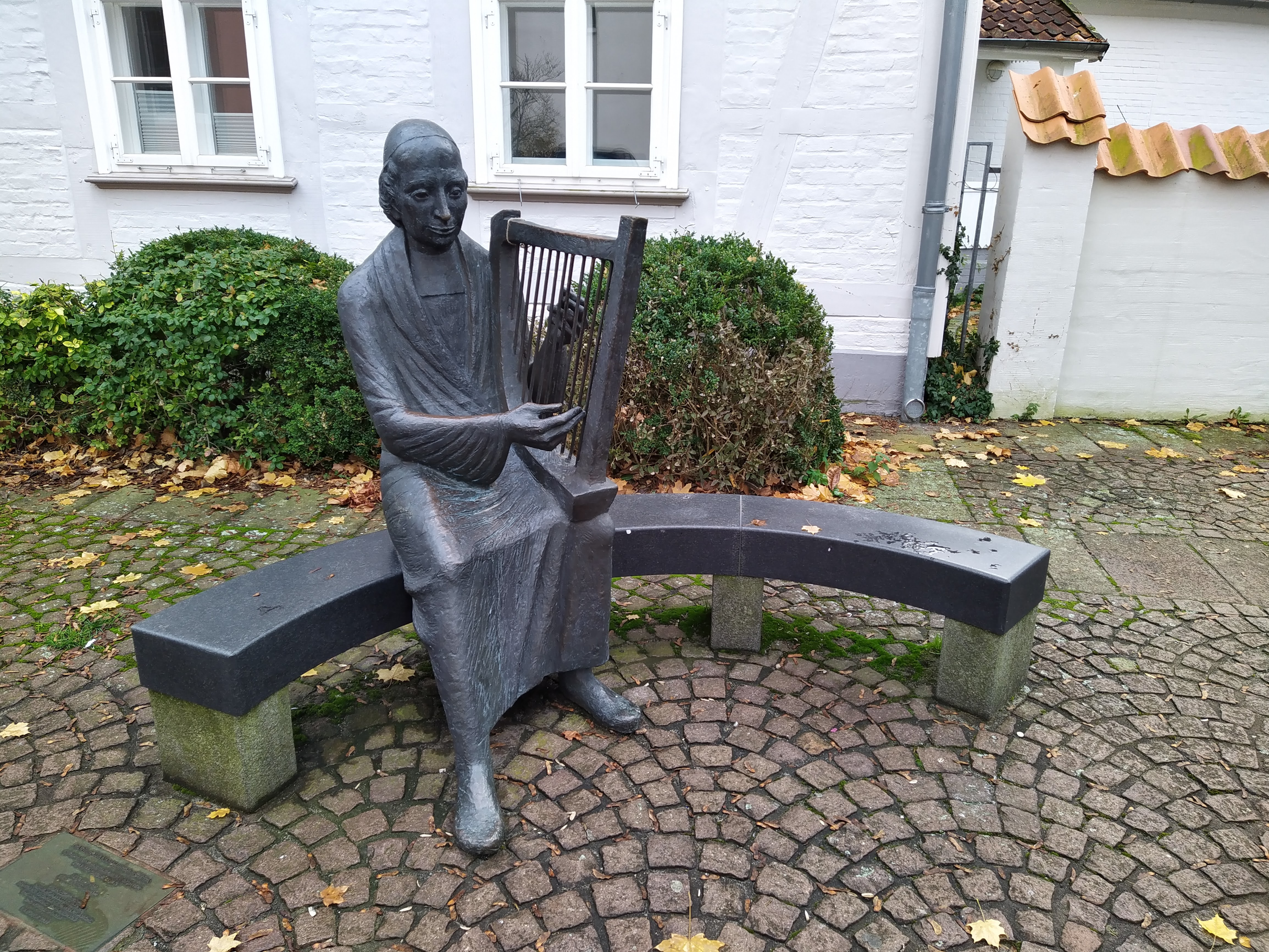
Spittadenkmal von Siegfried Zimmermann vor der Superintendentur in Burgdorf. Die Harfe spielt an auf Spittas Liedersammlung Psalter und Harfe.
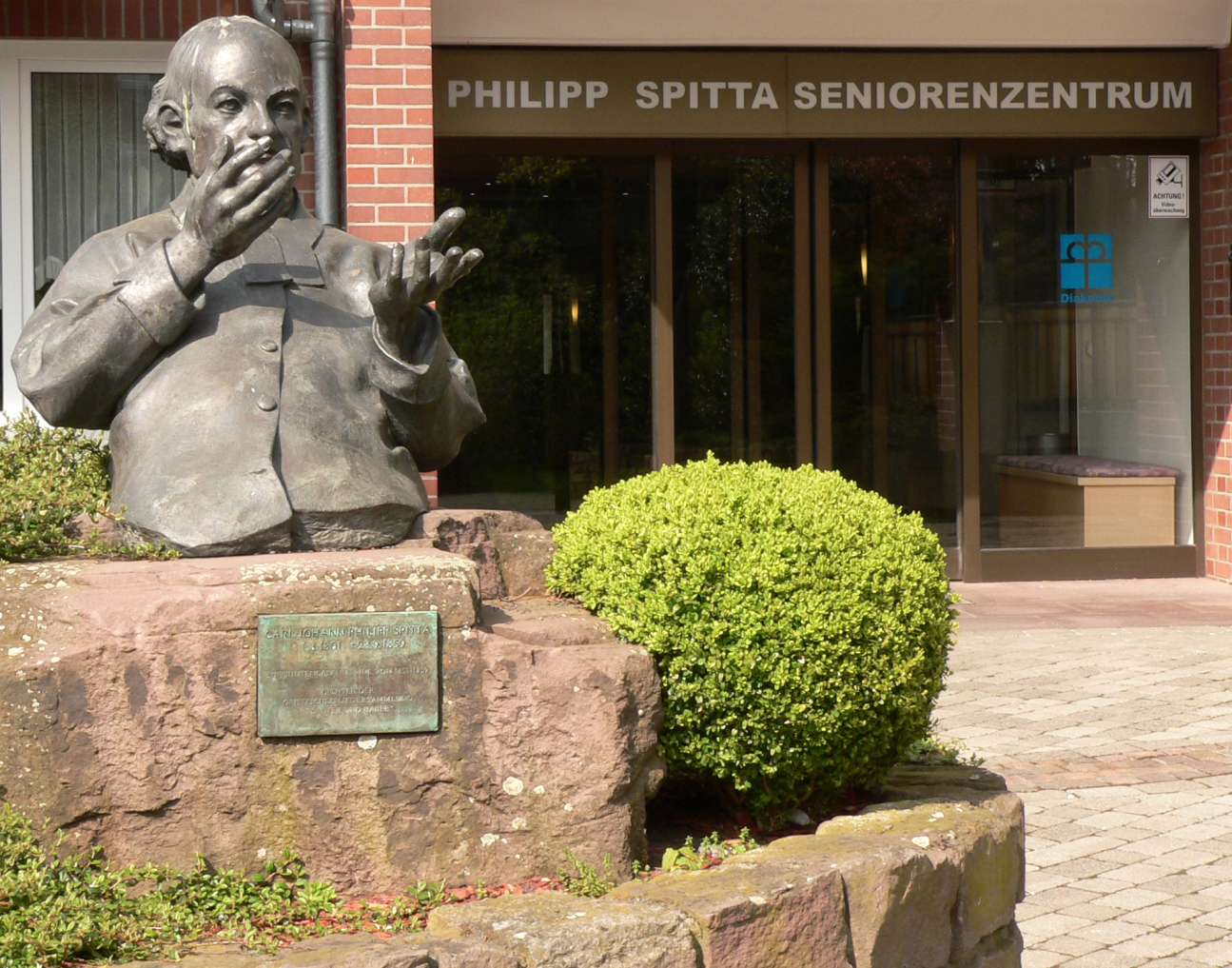
Spittadenkmal vor dem nach ihm benannten Seniorenzentrum in Peine

## Familie
Spittas Eltern waren Lebrecht Wilhelm Gottfried Spitta (* 1754 in Braunschweig; † 1805 in Hannover), Kaufmann und Sprachlehrer, und dessen Ehefrau, Henriette Charlotte Frommen (* 1759 in Hannover; † 15. März 1847 ebenda). Sie war eine Enkelin des Hannoveraner Bankiers David Michael David, dessen Bankhaus später in der Deutschen Bank aufging, entstammte einer jüdischen Familie und hatte sich, als sie 1780 volljährig wurde, taufen lassen. Nach dem frühen Tod des Vaters heiratete die Mutter in zweiter Ehe Georg Jacob Knocke.
Sein Bruder Heinrich Spitta (* 1799 in Hannover; † 1860 in Rostock) war Dr. med., ordentlicher Professor für (gerichtliche) Arzneikunde und Physikus und Ordinarius für Therapie in Rostock.
Zwei seiner Söhne, die aus der Ehe mit Johanna Maria Hotzen hervorgingen, machten sich ebenfalls einen Namen: Friedrich Spitta wurde ein bedeutender Theologe; Philipp Spitta erlangte als Musikwissenschaftler Bedeutung. 
Ein weiterer Sohn, Ludwig Otto Adelbert Spitta (* 27. November 1845 in Wechold; † 27. Mai 1901 in Hameln), war Pastor in Hameln, am Marienstift (Braunschweig) und in Nette. Von 1872 bis 1881 wirkte er als Pastor sec in Bergen (Landkreis Celle). Berühmt wurde er durch seine Predigten mit historischen, orts- und regionalgeschichtlichen Ausführungen, die auch als Buch mit 1875 gehaltenen Predigten und Vorträgen erschienen sind.

## Werke

### Schriften
- Sangbüchlein der Liebe für Handwerksleute, 1824, Digitalisat
- Psalter und Harfe. Eine Sammlung christlicher Lieder zur häuslichen Erbauung, zwei Bände, Pirna und Leipzig 1833 und 1843. 23. Auflage  Digitalisat
- (ohne Autorangabe) Biblische Andachten, hrsg. von dem christlichen Vereine im nördlichen Deutschland, zwei Bände, Halle 1836 und 1839.
- Nachgelassene geistliche Lieder, Leipzig 1861, Digitalisat

### Lieder
- Bei dir, Jesu, will ich bleiben (EG 406, MG 426)
- Bleibt bei dem, der euretwillen
- Die Zeit flieht hin
- Ein lieblich Los ist uns gefallen
- Es kennt der Herr die Seinen (1843, EG 358, MG 332)
- Freuet euch der schönen Erde (1827, EG 510, ELKG² 742, MG 457)
- Geist des Glaubens, Geist der Stärke (1833, EG 137)
- Gottes Stadt steht fest gegründet (1843, EKG Rheinland-Westfalen-Lippe 477)
- Herzenkündiger
- Ich steh in meines Herren Hand (1833, EG 374, MG 368)
- Ich und mein Haus, wir sind bereit (1827, EKG 173)
- O du, den meine Seele liebt
- O Jesu, meine Sonne
- O komm, du Geist der Wahrheit (1827/1833, EG 136, ELKG² 486, MG 320)
- O selig Haus
- O Vaterhand, die mich so treu geführet
- O, wie freun wir uns der Stunde
- Was macht ihr, daß ihr weinet (Bremer Gesangbuch 1925)
- Wie wird uns sein
- Wo ist ein Vater, Gott, wie du
- Wort des Lebens, laut’re Quelle